# Sven-Erik Eriksson
Sven-Erik Eriksson, född 2 maj 1913 i Östersund, död 9 april 1981 i Limhamns församling, Malmö, var en svensk skolledare och kommunalpolitiker (höger). 
Eriksson avlade socionomexamen 1939 och utexaminerades från Handelshögskolan i Göteborg 1947. Han var disponent och kontorschef 1946–1949, blev rektor för Luleå handelsgymnasium 1951, för Östersunds yrkesskola 1952, för Eskilstuna stads handelsgymnasium 1954 och för Malmö handelsgymnasium 1962.
Eriksson var kommunalråd samt chef för undervisnings- och kulturroteln i Malmö 1965–1970, varunder han var tjänstledig från sina befattningar som biträdande skoldirektör i Malmö (från 1965) och lektor i samhällsekonomi och geografi vid Skövde handelsgymnasium (från 1966). Han var även ledamot av stads-/kommunfullmäktige 1967–1979 och vice ordförande i skolstyrelsen i Malmö 1966–1970. 
Eriksson var expert i 1957 års skolberedning samt sekreterare och ledare fackskoleutredningen.  Han var ordförande i Kommunala Realskolors Lärarförbund (KLR) och styrelseledamot i Läroverkslärarnas Riksförbund (LR, ordförande 1956–1962) samt Sveriges Handelsgymnasielärares förening 1965. Eriksson är begravd på Norra begravningsplatsen i Östersund.